# Serious Sam Advance
『Serious Sam Advance』 (シリアス・サム アドバンス、北米ではSerious Samとして知られる)はゲームボーイアドバンス向けに発売されたシリアス・サムシリーズのスピンオフ作品。

## ゲームプレイ
本作の舞台はエジプトとローマであり、新たなグラフィックスタイルが採用され、シリーズ過去作の『The First Encounter』と『The Second Encounter』に登場した多くの敵と武器が本作にも登場し、新規かつ本作にしか登場しない敵と武器も多く存在する。ストーリーは地球の過去で古代文明を研究していた人々のグループがメンタルのハイブリッド軍の新たな勢力と遭遇したためにサムがその時代へと再び戻っていき敵を倒す展開になる。サムは最初にエジプトに戻り、次にローマへと進み、道中で敵の大群と戦わなければならない。本作のボスとして(２つの舞台の終わりにそれぞれ遭遇する)Sirian Sphinx(エジプト)とWolfiator(ローマ)が登場する。後者の敗北により再び勝利したサム・ストーンは最終的に彼の時代へと帰還した。

## 評価
Serious Sam Advanceは発売以降のレビューは賛否両論であり、GameRankingsは本作のスコアを45%とし、Metacriticは100点中51点と評価した。